# Ruslan Fomin
Ruslan Mykolajovyč Fomin (in ucraino Руслан Миколайович Фомін?; Rus'ka Lozova, 2 marzo 1986) è un ex calciatore ucraino, di ruolo attaccante.

## Palmarès

### Club

#### Competizioni nazionali
- Campionato ucraino: 2

Šachtar: 2009-2010, 2017-2018
- Coppa d'Ucraina: 1

Šachtar: 2017-2018
- Perša Liha: 1

Illičivec': 2016-2017